# Finstadjordet
Finstadjordet is een dorp ten oosten van Oslo in de gemeente Lørenskog in de Noorse provincie Akershus.
In Finstadjordet bevindt zich de Losby Golf & Country Club.